# Boyəhməd
Boyəhməd – wieś (kənd) w zachodnim Azerbejdżanie, w Nachiczewańskiej Republice Autonomicznej, w rejonie Culfa, w wiejskim okręgu terytorialnym Ləkətağ oraz w gminie (azer. bələdiyyə) Ləkətağ. Jest jedną z dwóch miejscowości, obok wsi Ləkətağ, tworzących wiejski okręg terytorialny oraz gminę.
Przed 19 czerwca 2009 roku miejscowość stanowiła oddzielną gminę. Na mocy prawa nr 839-IIIQ gminę Boyəhməd połączono z gminą Ləkətağ.
W klasyfikacji Azərbaycan Respublikası Dövlət Statistika Komitəsi (w wolnym tłum. „Państwowy Komitet Statystyczny Republiki Azerbejdżanu”) wsi nadano unikalny kod 10603028.